# Saturio Rey Robles
Saturio Rey Robles (Devesa de Curueño, León, 12 de diciembre de 1907-Calanda, Teruel, 29 de julio de 1936) fue un fraile dominico español, conocido como el Beato Saturio. 

## Biografía

### Primeros años
Terminó sus estudios de humanidades en Solsona y a continuación pasó a realizar la carrera eclesiástica en Valencia. En 1931 fue ordenado sacerdote en Barcelona. Era de temperamento nervioso y tuvo que hacer grandes esfuerzos para aclimatarse a la vida religiosa. Ese mismo año se traslada junto a la comunidad dominica de Valencia a Calanda, dada la violencia reinante en el entorno, y valorando la ubicación escondida en la geografía española de dicha población.

### Martirio
Con el estallido de la Guerra Civil Española, fue perseguido por milicianos frentepopulistas y, tras un simulacro de juicio, fue condenado a muerte por ser religioso. Murió fusilado el 29 de julio de 1936, junto al Padre Manuel Albert (1867-1936) y el grupo de dominicos de Calanda, cuyos miembros eran: Fray Lucio Martínez Mancebo (1902-1936), Fray Antonio López Couceiro (1869-1936), Fray Felicísimo Díez González (1907-1936), Fray Tirso Manrique Melero (1887-1936), Fray Gumersindo Soto Barros (1869-1936) y Fray Lamberto de Navascués y de Juan (1911-1936).

### Beatificación
El 11 de marzo de 2001, fue beatificado junto a sus compañeros mártires por el Papa Juan Pablo II.

### Posteridad y homenajes
En la Sala de los Mártires de la Casa-Museo Miguel Pellicer de Calanda existe una exposición memorial con fotografías de los sacerdotes mártires en la Guerra Civil, entre ellos del Beato Saturio.